# Sòpater d'Apamea el Vell
Sòpater d'Apamea (grec antic: Σώπατρος, llatí: Sopater) fou un sofista grec que va estar per un temps al capdavant de l'escola neoplatònica de Plotí. Fou deixeble de Iàmblic, a la mort del qual (abans del 320) va anar a Constantinoble, on va gaudir del favor i de l'amistat personal de Constantí I el Gran, que més tard el va fer matar per justificar la seva sinceritat en la conversió al cristianisme (abans del 337). Segons Eunapi, que explica amb detall la qüestió, un dia que van bufar vents contraris i retenien unes naus que transportaven un blat molt esperat a Constantinoble, Sòpater va ser acusat de màgia pels cristians, i l'emperador per evitar una sublevació, el va fer matar.
L'enciclopèdia Suides només li atribueix dues obres: 
- Περὶ Προνοίας, Sobre la Prudència
- περὶ τῶν παρὰ τὴν ἀξίαν εὐπραγούντων ἢ δυσπραγούντων, Sobre les persones que són inevitablement afortunades i desgraciades

Altres obres sobre temes gramaticals i d'informació diversa, que corresponen a un Sòpater són generalment atribuïdes a Sòpater d'Apamea el Jove.